# 满堂红镇
满堂红乡，是中华人民共和国辽宁省阜新市彰武县下辖的一个乡镇级行政单位。

## 行政区划
满堂红乡下辖以下地区：
满堂红村、差大马村、二道沟子村、蘑菇沟村、十家子村和大板村。